# César Ameghino
César Ameghino (Buenos Aires, 14 de abril de 1871 - Buenos Aires, 11 de septiembre de 1960) fue un abogado argentino, que ocupó varios cargos públicos en la provincia de Buenos Aires y en el gobierno de facto surgido de la revolución de 1943, de los que fue ministro de Hacienda  y de Relaciones Exteriores.

## Biografía
Hijo de Francisco Ameghino y María Roverano, y casado con Felisa Arguello, era primo de Florentino Ameghino. Se recibió de abogado en la Universidad de Buenos Aires en 1896. Fue secretario y profesor en la Facultad de Derecho y Ciencias Sociales de la Universidad Nacional de La Plata, y secretario en la Municipalidad de La Plata. También fue docente del Colegio Nacional de La Plata.
Entre 1904 y 1905 fue presidente del Club Gimnasia y Esgrima La Plata. En 1906 fue comisionado municipal de Quilmes, y ese mismo año fue elegido diputado provincial, y fue vicepresidente de la Cámara en 1908; fue abogado de la Dirección de Caminos y de la Dirección de Escuelas de la Provincia de Buenos Aires. También fue oficial mayor del Ministerio de Hacienda bonaerense y Director provincial de Rentas hasta 1916.
Durante las presidencias de Hipólito Yrigoyen y de Marcelo T. de Alvear permaneció en la actividad privada, para volver a la administración pública durante la Década Infame: fue ministro y presidente de la Corte Suprema de Justicia provincial  entre 1933 y 1935, y Ministro de Hacienda del gobernador Manuel Fresco entre 1936 y 1939. Ese año volvió a la Suprema Corte provincial, cargo que ejerció hasta 1943.
En 1943 fue nombrado Ministro de Hacienda del dictador Pedro Pablo Ramírez. Al año siguiente fue Ministro de Relaciones Exteriores y Culto nombrado por su sucesor, Edelmiro J. Farrell; en ejercicio de ese cargo declaró en nombre de su país la guerra a la Alemania nazi y al Japón; también firmó el Acta de Chapultepec y presidió la delegación argentina a la Conferencia de San Francisco. Estos actos generaron un cierto alivio en las caldeadas relaciones con los Estados Unidos, cuyos dirigentes consideraban al gobierno de facto en su totalidad como fascista. No obstante, algunos otros gestos de la dictadura, y la actitud imprudente del embajador norteamericano Spruille Braden —enérgicamente partidario de considerar a la dictadura argentina como puramente fascista— llevaron nuevamente a las relaciones con los Estados Unidos al borde de la ruptura. Los festejos por la rendición de Japón —a mediados de agosto— fueron escenario de enfrentamientos violentos entre partidarios del gobierno y opositores; Ameghino renunció unos días más tarde.
Durante la presidencia de Juan Domingo Perón fue asesor del Banco Central de la República Argentina.
Falleció en Buenos Aires en el año 1960.

## Obra escrita
Entre los libros que publicó, cabe citar:
- "Régimen Fiscal Tributario de la Provincia de Buenos Aires"
- '"Extradición"